# Públio Daciano
Públio Daciano (em latim: Publius Datianus) foi um oficial do século III, ativo sob os imperadores Diocleciano (r. 284–305) e Maximiano (r. 285–308). Em 286/293, serviu como presidente na Hispânia, talvez na Lusitânia. Por esta época ele é mencionado como o martirizador de Eulália de Emerita Augusta. Em ca. 305, quando Vicente foi martirizado, Daciano aparece como presidente em César Augusta e Valência, na Hispânia Citerior.